# Энис-Монжелос
Эни́с-Монжело́с (фр. Ainhice-Mongelos) — коммуна во Франции, находится в регионе Аквитания. Департамент — Атлантические Пиренеи. Входит в состав кантона Монтань-Баск. Округ коммуны — Байонна.
Код INSEE коммуны — 64013.

## География

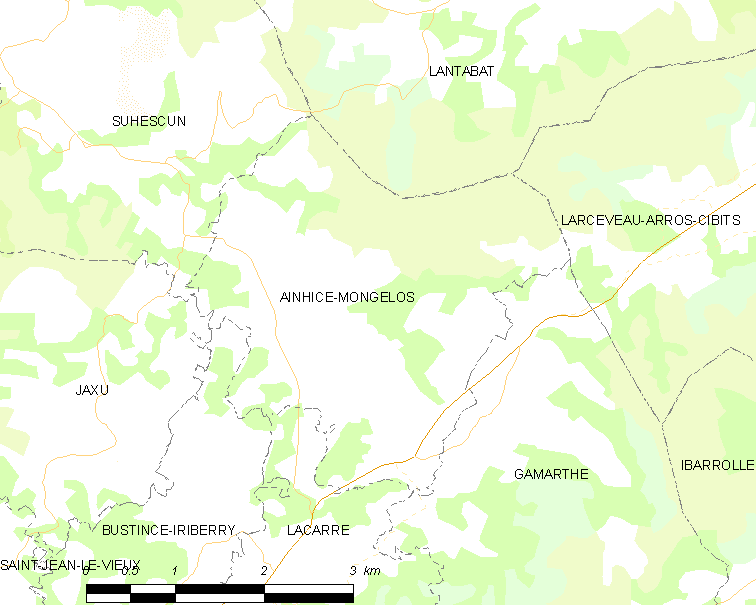
Карта коммуны

Коммуна расположена приблизительно в 690 км к юго-западу от Парижа, в 190 км южнее Бордо, в 65 км к западу от По.

### Климат
Климат тёплый океанический. Зима мягкая, средняя температура января — от +5°С до +13°С, температуры ниже −10 °C бывают редко. Снег выпадает около 15 дней в году с ноября по апрель. Максимальная температура летом порядка 20-30 °C, выше 35 °C бывает очень редко. Количество осадков высокое, порядка 1100 мм в год. Характерна безветренная погода, сильные ветры очень редки.

## Население
Население коммуны на 2010 год составляло 161 человек.
| 1962 | 1968 | 1975 | 1982 | 1990 | 1999 | 2010 |
| ---- | ---- | ---- | ---- | ---- | ---- | ---- |
| 230  | 226  | 199  | 179  | 173  | 175  | 161  |

## Администрация
| Период | Период | Фамилия          | Партия | Примечания |
| ------ | ------ | ---------------- | ------ | ---------- |
| 1995   | 2004   | Гийом Эартс      |        |            |
| 2004   | 2020   | Жан-Пьер Иригуэн |        |            |

## Экономика
В 2010 году среди 108 человек трудоспособного возраста (15-64 лет) 88 были экономически активными, 20 — неактивными (показатель активности — 81,5 %, в 1999 году было 75,9 %). Из 88 активных жителей работали 82 человека (47 мужчин и 35 женщин), безработных было 6 (4 мужчины и 2 женщины). Среди 20 неактивных 3 человека были учениками или студентами, 13 — пенсионерами, 4 были неактивными по другим причинам.

## Достопримечательности
- Церковь Успения Божьей Матери (среднее средневековье)[4]

## Фотогалерея

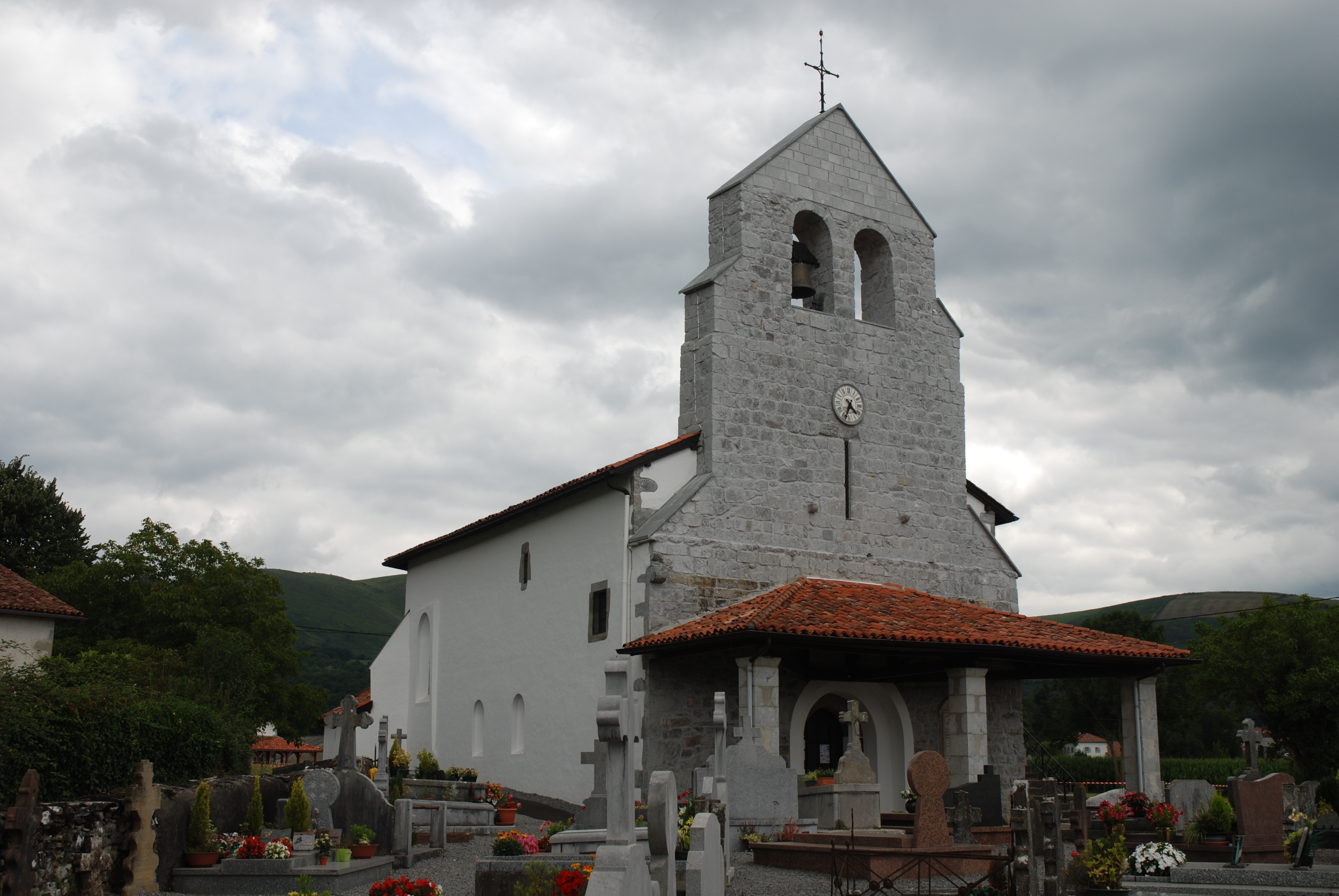
Церковь Успения Божьей Матери
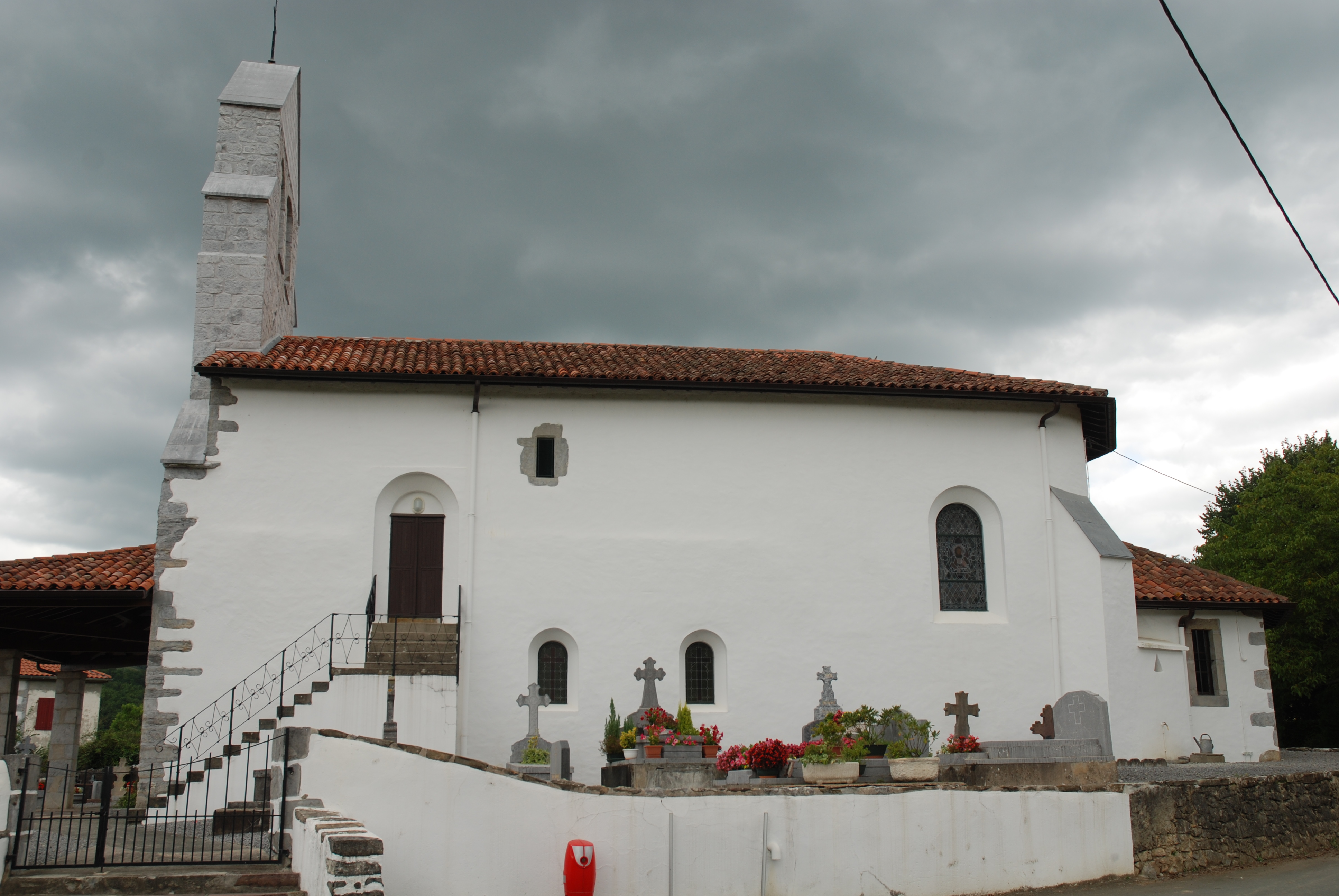
Церковь Успения Божьей Матери
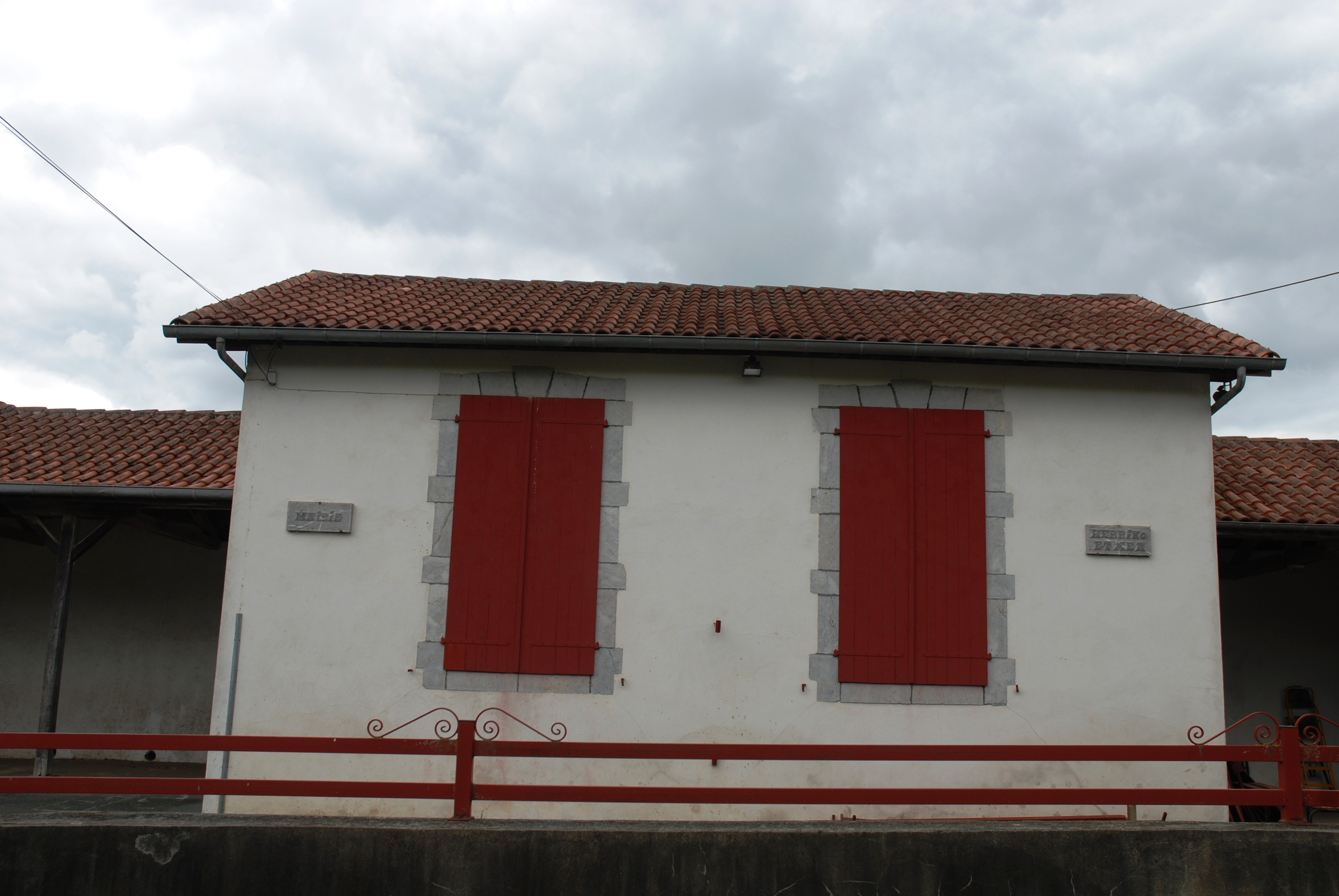
Мэрия
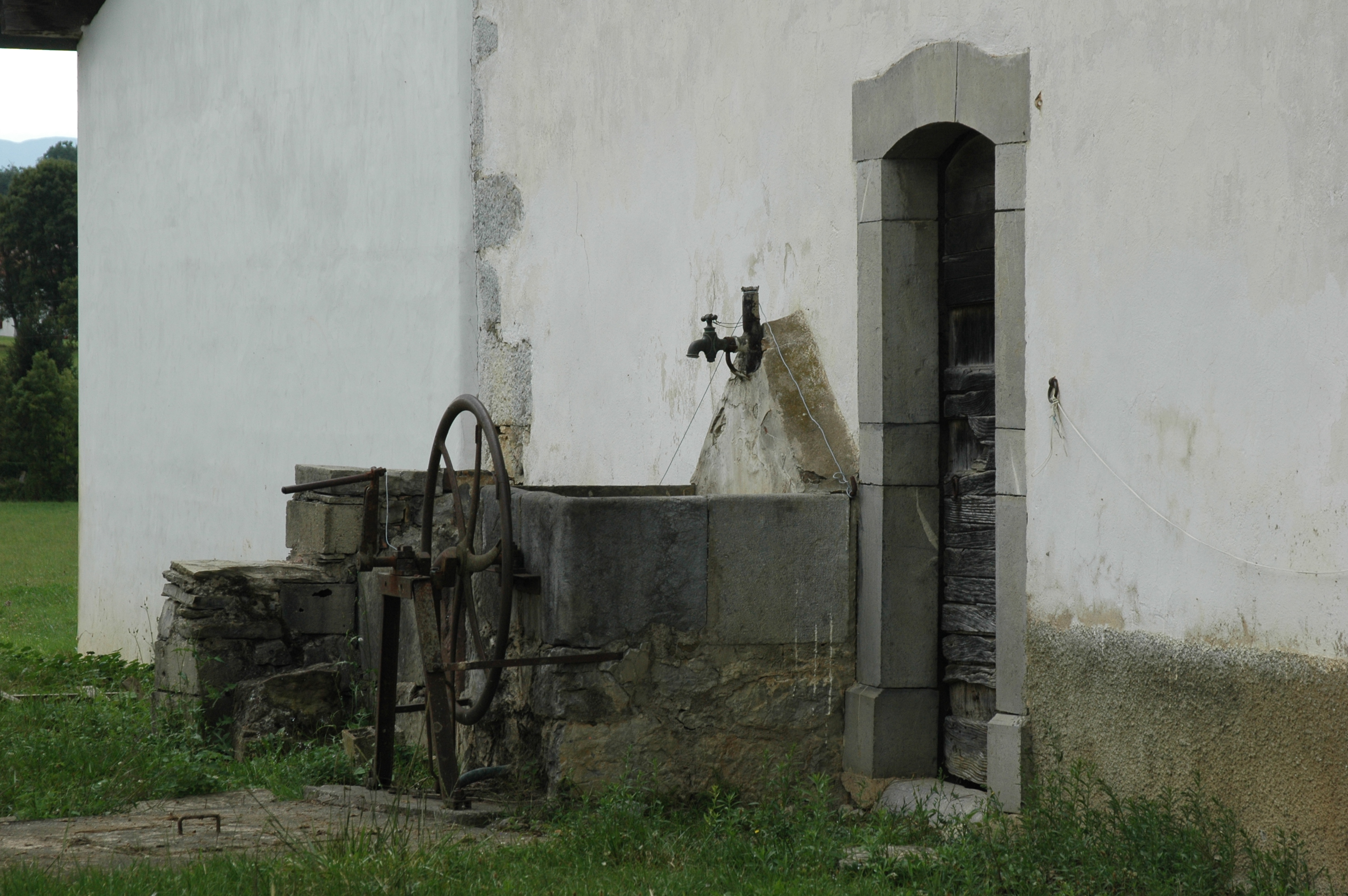
Общественная прачечная
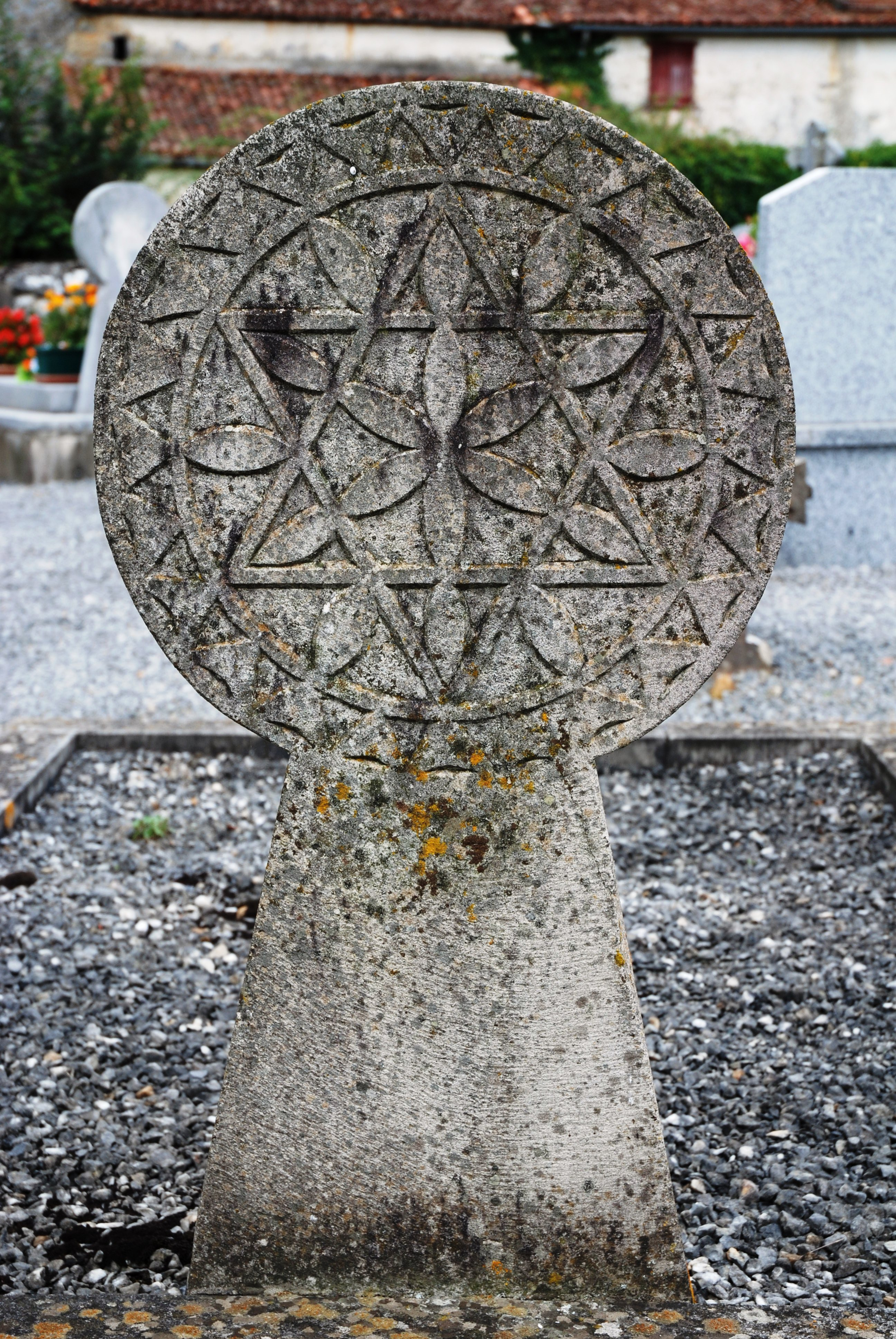
Баскская дискообразная стела